# Damion Thomas
Damion Thomas (né le 29 juin 1999) est un athlète jamaïcain, spécialiste du 110m et 60 m haies.

## Carrière
Étudiant à l’Université d'État de Louisiane, le 23 juin 2018, il égale le record du monde junior de Wilhem Belocian en 12 s 99 en remportant les Championnats nationaux juniors à Kingston. Le 12 juillet il remporte le titre mondial junior à Tampere.

## Palmarès
| Date | Compétition                        | Lieu     | Résultat | Epreuve     | Temps   |
| ---- | ---------------------------------- | -------- | -------- | ----------- | ------- |
| 2017 | Championnats panaméricains juniors | Trujillo | 4e       | 110 m haies | 13 s 59 |
| 2018 | Championnats du monde juniors      | Tampere  | 1er      | 110 m haies | 13 s 16 |

## Records
| Épreuve             | Temps               | Lieu     | Date         |
| ------------------- | ------------------- | -------- | ------------ |
| 110 m haies (99 cm) | 12 s 99 (+ 0,3 m/s) | Kingston | 23 juin 2018 |